# Puszczykowo

Puszczykowos vapen.

Puszczykowo [puʂt͡ʂɨkɔvɔ] (tyska: Unterberg) är en stad i Powiat poznański i Storpolens vojvodskap i västra Polen. Staden, som är belägen cirka 12 kilometer söder om Poznań, hade 9 756 invånare år 2011. Området är omgivet av nationalparken Wielkopolski Park Narodowy. Mellan 1975 och 1998 tillhörde staden administrativt den regionala huvudstaden Poznań.